# إندريا مانيترا
إندريا مانیترا (بالإنجليزية: Andriamanitra)‏ في الأساطير الأفريقية الرب الطيب لمدغشقر الذي خلق الأرض والكائنات البشرية.